# ABB
Asea Brown Boveri - ABB je mednarodna korporacija s sedežem v Zurichu, Švica. ABB je eno izmed največjih inženirskih podjetij na svetu. Podjetje proizvaja opremo za elektrarne, industrijsko opremo, sistem za avtomatizacijo in robotske sisteme. Podjetje je prisotno v okrog 100 državah in ima okrog 150 tisoč zaposlenih 
Korporacija je bila ustanovljena leta 1988, ko sta se združila švedska Allmänna Svenska Elektriska Aktiebolaget - ASEA (ustanovljena leta 1883) in švicarski Brown, Boveri & Cie (ustanovljen leta 1891)
ABB je največji graditelj električnih omrežij na svetu.

## Konkurenčna podjetja
- Alstom
- Eaton Corporation
- General Electric
- Legranda
- Nexans
- Rockwell Automation
- Schneider Electric
- Siemens